# كارلوس غوميز (لاعب كرة قدم مواليد 1992)
كارلوس غوميز (بالإسبانية: Carlos Gómez)‏ هو لاعب كرة قدم تشيلي في مركز الوسط، ولد في 14 فبراير 1992 في سانتياغو في تشيلي. لعب مع نادي كوبريلوا.